# 鄧朗
鄧朗（3世紀—4世紀），表字不詳，義陽棘陽人。三國時曹魏名將鄧艾的嫡孫。鄧朗仕於西晉。

## 生平
鄧朗因為祖父鄧艾在景元四年（264年）被誣告謀反，與家族被流放到西域。直至西晉泰始九年（273年）才被晉武帝司馬炎恢复名節，更任命鄧朗為郎中。永嘉年間，鄧朗被任命為新都太守，還未上任就在襄陽遇到火災，鄧朗和他的母親和妻兒都全被燒死，只有孫子鄧行倖免。邓朗已故弟弟邓千秋的两个儿子也被烧死。